# Red Arrows Football Club
El Red Arrows Football Club és un club de futbol de la ciutat de Lusaka, Zàmbia. Juga a l'estadi Nkoloma. És patrocinat per la Força Aèria de Zàmbia.

## Palmarès
- Lliga zambiana de futbol:[2]

2004, 2021/22, 2023/24
- Copa zambiana de futbol:[3]

2007
- Copa Challenge zambiana de futbol:[3]

1982
- Charity Shield zambiana de futbol:[3]

2005